# Капустино (Николаевская область)
Капустино (укр. Капустине) — посёлок в Витовском районе Николаевской области Украины.
Население по переписи 2001 года составляло 517 человек. Почтовый индекс — 57242. Телефонный код — 512.

## История
Название посёлка происходит от названия балки, на склоне которой он находится, Капустина балка.
С 1949 года Капустино подчинялось сельскому совету пгт Терновка.
На территории посёлка находилась животноводческая ферма колхоза им. Коларова. В 1967 году колхоз сменил форму хозяйствования и стал совхозом.
В октябре 1971 года Капустино было переподчинено вновь созданному Коларовскому сельскому совету.

## Местный совет
57242, Николаевская обл., Витовский р-н, пос. Коларовка, ул. Тепличная, 1, тел.: 60-99-94